# Lijst van wereldkampioenen tandem
Het onderdeel Tandem stond van 1966 tot 1994 op het programma van de wereldkampioenschappen baanwielrennen. Het onderdeel werd enkel georganiseerd voor mannen.

## Medaillewinnaars

### Mannen
| Jaar | Plaats             | Goud                                                      | Zilver                                                      | Brons                                                          |
| 1994 | Palermo            | Frankrijk Fabrice Colas Frédéric Magné                    | Duitsland Emanuel Raasch Jens Glukliche                     | Italië Frederico Paris Roberto Chiappa                         |
| 1993 | Hamar              | Italië Frederico Paris Roberto Chiappa                    | Australië Stephen Pate Dany Day                             | Tsjechië Arnost Dromanek Lubomir Hargas                        |
| 1992 | Valencia           | Italië Gianluca Capitano Frederico Paris                  | Tsjecho-Slowakije Lubomir Hargas Pavel Buran                | Australië Anthony Peden David Dew                              |
| 1991 | Stuttgart          | Duitsland Emanuel Raasch Eyk Pokorny                      | Tsjecho-Slowakije Lubomir Hargas Pavel Buran                | Frankrijk Frédéric Lancien Denis Lemyre                        |
| 1990 | Maebashi           | Italië Federico Paris Gianluca Capitano                   | Japan Masaru Saito Narihiro Inamura                         | Bondsrepubliek Duitsland Markus Nagel Uwe Buchtmann            |
| 1989 | Lyon               | Frankrijk Fabrice Colas Frédéric Magné                    | Tsjecho-Slowakije Jiri Iliek Lubomir Hargas                 | Italië Andrea Faccini Frederico Paris                          |
| 1988 | Gent               | Frankrijk Fabrice Colas Frédéric Magné                    | Bondsrepubliek Duitsland Hans-Jürgen Greil Uwe Butchmann    | Tsjecho-Slowakije Jiri Iliek Lubomir Hargas                    |
| 1987 | Wenen              | Frankrijk Fabrice Colas Frédéric Magné                    | Italië Andrea Faccini Roberto Nicotti                       | Tsjecho-Slowakije Vitezlav Voboni Lubomir Hargas               |
| 1986 | Colorado Springs   | Tsjecho-Slowakije Vitezslav Voboril Roman Rehounek        | Verenigde Staten Nelson Vails Leslie Darcewski              | Bondsrepubliek Duitsland Sascha Allscheid Franck Weber         |
| 1985 | Bassano del Grappa | Bondsrepubliek Duitsland Franck Weber Jürgen Greil        | Frankrijk Philippe Vernet Franck Depine                     | Italië Vincenzo Cecci Gabriele Sella                           |
| 1984 | Barcelona          | Frankrijk Philippe Vernet Franck Depine                   | Tsjecho-Slowakije Ivan Kucirek Pavel Martinek               | Bondsrepubliek Duitsland Dieter Giebken Fredy Schmidtke        |
| 1983 | Zürich             | Tsjecho-Slowakije Ivan Kucirek Pavel Martinek             | Bondsrepubliek Duitsland Dieter Giebken Fredy Schmidtke     | Nederland Sjaak Pieters Tom Vrolijk                            |
| 1982 | Leicester          | Tsjecho-Slowakije Ivan Kucirek Pavel Martinek             | Bondsrepubliek Duitsland Dieter Giebken Fredy Schmidtke     | Sovjet-Unie Ryszard Konkolewski Zbigniew Piatek                |
| 1981 | Brno               | Tsjecho-Slowakije Ivan Kucirek Pavel Martinek             | Frankrijk Yvon Cloarec Franck Depine                        | Italië Giorgio Rossi Floriano Finamore                         |
| 1980 | Besançon           | Frankrijk Yavé Cahard Franck Depine                       | Bondsrepubliek Duitsland Dieter Giebken Fredy Schmidtke     | Tsjecho-Slowakije Vladimir Vackar Miloslav Vymazal             |
| 1979 | Amsterdam          | Tsjecho-Slowakije Vladimir Vackar Miloslav Vymazal        | Verenigde Staten Gerald Ash Leslie Darcewski                | Nederland Sjaak Pieters Lau Veldt                              |
| 1978 | München            | Tsjecho-Slowakije Vladimir Vackar Miloslav Vymazal        | Sovjet-Unie Vladimir Semenets Aleksander Voronine           | Duitse Democratische Republiek Horst Gewis Wolfgang Schaffer   |
| 1977 | San Cristóbal      | Polen Benedyct Kocot Janusz Kotlinski                     | Tsjecho-Slowakije Ivan Kucirek Milos Jelinek                | Sovjet-Unie Anatoly Jablunowsky Vladimir Semenets              |
| 1976 | Monteroni di Lecce | Polen Benedyct Kocot Janusz Kotlinski                     | Tsjecho-Slowakije Vladimir Vackar Miloslav Vymazal          | Sovjet-Unie Anatoly Jablunowsky Sergei Komelkov                |
| 1975 | Rocourt            | niet verreden                                             | niet verreden                                               | niet verreden                                                  |
| 1974 | Montreal           | Tsjecho-Slowakije Vladimir Vackar Miloslav Vymazal        | Sovjet-Unie Sergei Kopilov Vladimir Semenets                | Polen Benedyct Kocot Andrzej Bek                               |
| 1973 | San Sebastián      | Tsjecho-Slowakije Vladimir Vackar Miloslav Vymazal        | Sovjet-Unie Sergei Kopilov Vladimir Semenets                | Duitse Democratische Republiek Hans-Jürgen Geschke Werner Otto |
| 1972 | Marseille          | niet verreden                                             | niet verreden                                               | niet verreden                                                  |
| 1971 | Varese             | Duitse Democratische Republiek Jürgen Geschke Werner Otto | Duitse Democratische Republiek Jürgen Barth Rainer Muller   | Frankrijk Pierre Trentin Daniel Morelon                        |
| 1970 | Leicester          | Duitse Democratische Republiek Jürgen Barth Rainer Muller | Duitse Democratische Republiek Jürgen Geschke Werner Otto   | Frankrijk Gérard Quintyn Daniel Morelon                        |
| 1969 | Antwerpen          | Duitse Democratische Republiek Jürgen Geschke Werner Otto | Duitse Democratische Republiek Jürgen Barth Rainer Muller   | Frankrijk Pierre Trentin Daniel Morelon                        |
| 1968 | Rome               | Italië Giodurno Turrini Walter Gorini                     | België Daniel Goens Robert Van Lancker                      | Japan Sanji Inoue Hideo Madarame                               |
| 1967 | Amsterdam          | Italië Bruno Gonzato Dino Verzini                         | Frankrijk Pierre Trentin Daniel Morelon                     | België Daniel Goens Robert Van Lancker                         |
| 1966 | Frankfurt am Main  | Frankrijk Pierre Trentin Daniel Morelon                   | Duitse Democratische Republiek Klaus Kobusch Martin Stenzel | Italië Walter Gorini Giodurno Turrini                          |